# Viols-en-Laval
Viols-en-Laval (okzitanisch: Viòus en la Val) ist ein Ort und eine französische Gemeinde mit 216 Einwohnern (Stand: 1. Januar 2022) im Département Hérault in der Region Okzitanien (vor 2016: Languedoc-Roussillon). Sie gehört zum Arrondissement Lodève und zum Kanton Lodève. Die Einwohner werden Violains en Lavellois genannt.

## Lage
Die Gemeinde Viols-en-Laval liegt etwa 20 Kilometer nordwestlich von Montpellier. Umgeben wird Viols-en-Laval von den Nachbargemeinden Saint-Martin-de-Londres im Norden, Mas-de-Londres im Nordosten, Cazevieille im Osten, Les Matelles im Südosten, Murles im Süden, Argelliers im Süden und Westen sowie Viols-le-Fort im Westen.

## Bevölkerungsentwicklung
| Jahr                       | 1962 | 1968 | 1975 | 1982 | 1990 | 1999 | 2006 | 2014 | 2020 |
| Einwohner                  | 31   | 23   | 26   | 32   | 82   | 177  | 205  | 203  | 212  |
| Quellen: Cassini und INSEE |      |      |      |      |      |      |      |      |      |

## Sehenswürdigkeiten

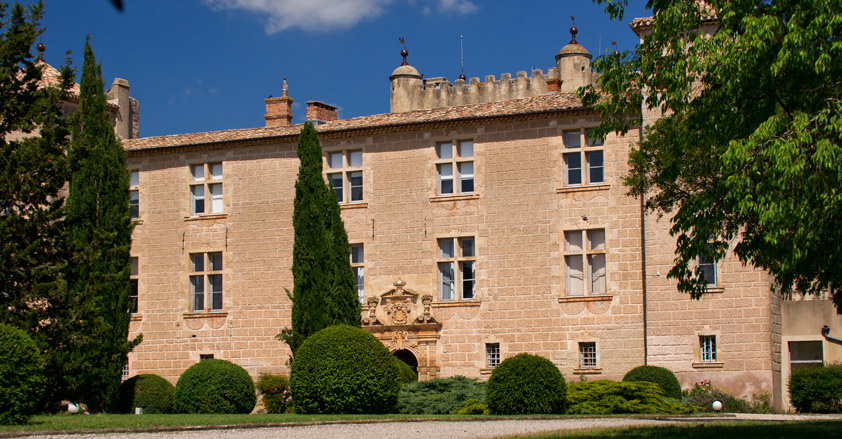
Schloss Cambous
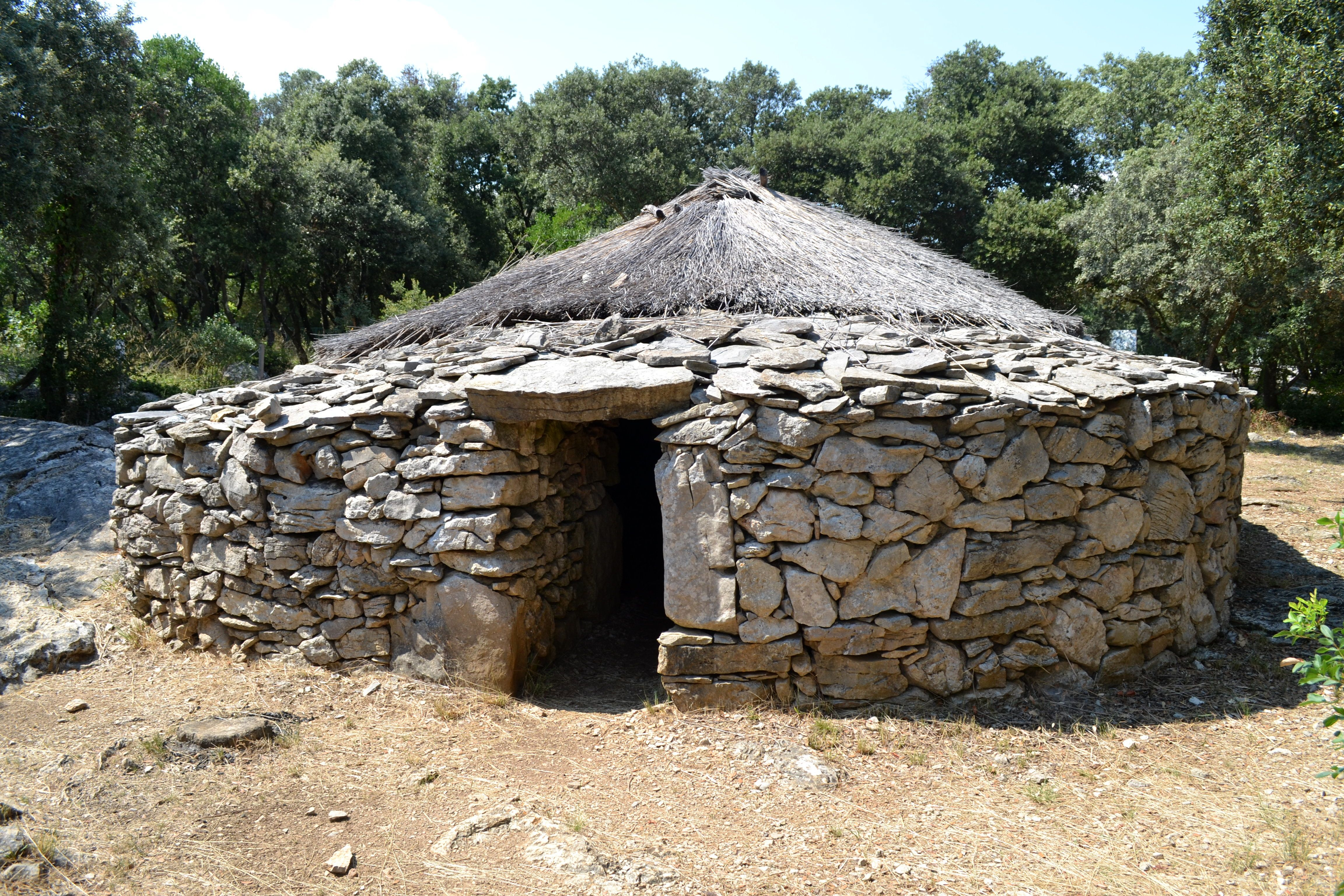
prähistorische Siedlungsstätte

- Schloss Cambous
- Rekonstruiertes Haus der prähistorischen Siedlungsstätte